# زمین‌لرزه ۱۱ مه ۱۹۶۲ مکزیک
زمین‌لرزه مکزیک  در تاریخ ۱۱ مه ۱۹۶۲ میلادی، برابر با ‎۲۱ اردیبهشت ۱۳۴۱، ساعت ۱۴:۱۱:۵۵ به زمان یوتی‌سی در مکزیک رخ داد. ژرفای این زلزله ۳۵ کیلومتر بود. بزرگی آن ۷٫۳ در مقیاس Mw اعلام شده‌است. زمین‌لرزه به وقت محلی در روز جمعه، ساعت ۸ روی داده و منطقه زمانی آن یوتی‌سی -۶ بوده‌است (با لحاظ تغییر ساعت تابستانی).
سازمان زمین‌شناسی آمریکا نیز جای این زمین‌لرزه را در مختصات ۱۷°۱۲′شمالی ۹۹°۳۶′غربی / ۱۷٫۲°شمالی ۹۹٫۶°غربی و بزرگی آنرا برابر با ۷ در مقیاس ریشتر اعلام کرده‌است. ژرفای گزارش شده از سوی این سازمان ۴۰ کیلومتر می‌باشد.
شمار کشتگان زلزله حدود ۴ نفر بوده‌است.سونامی نیز در این زلزله گزارش شده‌است.